# Zohra Aït-Fath
Zohra Aït-Fath (Hasselt, 8 september 1975), artiestennaam Zohra, is een Belgische diskjockey en voormalige zangeres en actrice.

## Biografie

### 2 Fabiola
Aït-Faths muziekcarrière begon in 1996 toen ze de podiumzangeres werd van het groepje 2 Fabiola. De andere leden waren Pat Krimson, die voor de muziek zorgde, en danser Fabio Ponente. Het groepje bracht commerciële dance. Al vanaf het begin hadden ze succes met hits als Freak out en I'm on fire, in de studio ingezongen door Karen Boelaerts. Hun eerste album, Tyfoon, werd goud. Ook in Italië en Spanje was de groep populair. Na het in 1999 uitgebrachte Feel the vibe, verliet Aït-Fath de groep.

### Solocarrière
In 1998 bracht Aït-Fath de single I Hate 2 Love U uit onder de naam Zohra. Op dat moment was ze nog steeds lid van 2 Fabiola.
Haar eerste echte solosingle was getiteld Look up en verscheen in de zomer van 1999. Het nummer kon op veel bijval rekenen: zo werd Look up onder andere Smaakmaker bij Radio Donna. Het nummer werd een aardige hit. Daarop volgden nog andere singles.
In 2001 bracht Aït-Fath onder de naam Punk City het nummer Mission uit, te karakteriseren als hardere dance en niet zo commercieel als haar andere hits.
Sinds 2001 is Aït-Fath vooral bekend als dj. In 2004 was zij de MC van het Magnus-project van Tom Barman en C. J. Bolland. Dit bracht haar onder andere op Rock Werchter, Gentse feesten, Lowlands, Pukkelpop, Dour en Feest in het Park. Sindsdien heeft ze optredens in diverse buitenlanden verzorgd.
In 2007 verzorgde Aït-Fath de muziekstukjes in het Canvas-programma De Rechters, de opvolger van het programma De Rechtvaardige Rechters. Eind 2007 toerde Aït-Fath samen met zanger Eric Baranyanka rond in de Vlaamse theaters met het programma Coast 2 Coast. Hierin staken ze Vlaamse kleinkunstklassiekers in een exotisch jasje. De opbrengst ging naar de ngo Trias.
In 2020 bracht ze onder haar dj-naam Fatïa de ep Red Moon uit. Ze omschreef de muziek als deephouse met oosterse invloeden.

### Andere werkzaamheden
In 2002 speelde Aït-Fath het personage Maggy Lejeune in de jeugdserie Spring op Ketnet. Haar personage was eigenares van dansstudio Spring en gaf daar ook danslessen.
Deze rol speelde zij twee seizoenen en 2 afleveringen van seizoen 3. Toen kwam haar personage om bij een auto-ongeluk.
In 2004 verscheen Aït-Faths eerste boek, getiteld Zohra en de gazellen. Het is een verzameling van Arabische verhalen. Zohra en de gazellen kreeg lovende kritieken en er volgde een herdruk.
Aït-Fath was jaren een vast panellid in Het Swingpaleis. In 2000 was ze te gast in De Quizmaster, een programma met Bart De Pauw. In 2006 nam Aït-Fath deel aan het VT4-programma Let's Dance. Eind 2006 was ze te zien in Witte Raven BV, waarin ze als advocate de jury om de tuin wist te leiden.
In 2012 speelde ze in het vierde seizoen van Vermist voor het eerst sinds enige tijd weer eens een gastrol op tv. In 2014 verscheen ze als deelnemer in de quiz Weet Ik Veel op VIER.
Vanaf 2013 tot 2014 sprak ze de stem van Jackie in Violetta, die net als haar Springpersonage Maggy danslerares is.
Aït-Fath is ook meter voor de non-profitorganisatie Belgisch Kinder Kanker Steunfonds vzw.
In 2024 nam ze deel aan De Slimste Mens ter Wereld.

### Privé
Aït-Fath is de dochter van een Marokkaanse vader en een Belgische moeder. Ze werd geschoold in het Frans, maar spreekt vloeiend Nederlands. Ze heeft ook een basiskennis Arabisch.
In juni 2011 trouwde ze. In juli 2012 beviel ze van een zoon.

## Discografie
| Single met hitnotering(en) in de Vlaamse Ultratop 50 | Datum van verschijnen | Datum van binnenkomst | Hoogste positie | Aantal weken | Opmerkingen |
| ---------------------------------------------------- | --------------------- | --------------------- | --------------- | ------------ | ----------- |
| I Hate 2 Love U                                      | 1997                  | 04-10-1997            | 6               | 14           |             |
| Look Up                                              | 1999                  | 19-06-1999            | 19              | 10           |             |
| Serious                                              | 1999                  | 25-09-1999            | 31              | 5            |             |
| Surrounded By A Dream                                | 2000                  | 19-02-2000            | 29              | 10           |             |
| Hurricane Of Love                                    | 2000                  | 29-07-2000            | tip10           | -            |             |

### Solo als Zohra
- I hate 2 love U (1998)
- Look up (1999)
- Serious (1999)
- Surrounded by a dream (1999)
- Hurricane of love (2000)
- Good Fun (2000) (op soundtrack Misstoestanden)[5]

### Singles met 2 Fabiola
- I'm on fire (1996)
- Universal love (1996)
- Lift u up (1996)
- Freak out (1997)
- Magic Flight (1997)
- Flashback (1998)
- Sisters & Brothers (1998)
- Feel the vibe (1999)

### Albums met 2 Fabiola
- Tyfoon (1996)
- Androgyne (1998)

### Singles met Punk City
- Mission (2003)